# Indigofera bongardiana
Indigofera bongardiana är en ärtväxtart som först beskrevs av Carl Ernst Otto Kuntze, och fick sitt nu gällande namn av Arturo Erhardo Erardo Burkart. Indigofera bongardiana ingår i släktet indigosläktet, och familjen ärtväxter. Inga underarter finns listade i Catalogue of Life.